# 君待てども (映画)
『君待てども』（きみまてども）は、1949年に公開された中村登監督の日本映画。平野愛子による主題歌が大ヒットした。

## スタッフ
以下のスタッフ名等は特に記載がない限りKINENOTEに従った。
- 監督 - 中村登
- 脚本 - 池田忠雄
- 製作 - 久保光三
- 原案 - アレクサンドル・デュマ・フィス 小説『椿姫』
- 撮影 - 厚田雄春
- 音楽 - 田代与志[2][3]
- 美術 - 小島基司
- 録音 - 大村三郎
- 照明 - 磯野春雄
- 編集 - 浜村義康[3]

## キャスト
以下の出演者名と役名は特に記載がない限りKINENOTEに従った。
- 月丘夢路 - 宮川真佐子
- 岡村文子 - 継母ふじ子
- 龍岡一郎 - 中原浩二
- 杉村春子 - 母おしげ
- 清水一郎 - 松下
- 津島恵子 - 光子
- 井川邦子 - 恒子
- 佐田啓二 - 伊藤
- 中尾照子 - 昭ちゃん
- 長尾敏之助 - クラブの常連A
- 手代木国男 - クラブの常連B
- 長尾寛 - クラブの常連C
- 小宮令子 - クラブのダンサーA
- 小池妙子 - クラブのダンサーB
- 山田英子 - クラブのダンサーC
- 宇佐美淳[3][2]